# Le Diable au Corps (tijdschrift)
Le Diable au Corps was een Belgisch tijdschrift uit de 19de eeuw.
Le Diable au corps verscheen in Brussel. Het was de opvolger van het tijdschrift Le Diablotin, organe des mécontents.
Het eerste nummer verscheen in januari 1893.
Het tijdschrift bracht onder meer kritische besprekingen van theatervoorstellingen, satirische stukken en complete nonsens.
Medewerkers waren Charles Vos, Théo Hannon en Amedée Lynen. Het redactieadres was aanvankelijk rue de la Pacification 31. In 1894 veranderde het naar rue aux Choux 12.
Op dit laatste adres openden Charles Vos en Amedée Lynen een gelijknamig cabaret dat zou bestaan tot in 1929. Een medewerker, Léon Souguenet, werd later een van de directeurs van het tijdschrift Pourquoi Pas ? Bezoekers waren onder meer Théo Fleischman, René Lyr, Paul Vanderborght, James Ensor, Roger Avermaete, Michel de Ghelderode, Marie Gevers en Franz Hellens.
Het tijdschrift zelf geraakte in financiële problemen en zette er op 1 april 1895 een punt achter.

## Weetjes
- Het nr. 6 van 12 februari 1893 had gemaskerde personages op de cover afgebeeld en was opgedragen aan James Ensor.
- Acht medewerkers of sympathisanten van Le Diable au Corps vormden een lijst voor de nationale verkiezingen van 1894 onder de naam "Huit candidatures gaies".
- Om fondsen te werven kregen intekenaars op de jaargang 1895 in december 1894 een ets aangeboden. Er was keuze tussen Het park in 1830 van Léon Dardenne en Romeinse triomftocht van James Ensor. Le diable au Corps hield er echter in de lente van 1895 mee op.